# Teobaldo Roggeri
Teobaldo Roggeri (Vicoforte, 1100 circa – Alba, 1150) è venerato come santo dalla Chiesa cattolica.

## Biografia
Nacque in una famiglia della piccola borghesia locale, ma in giovane età rimase orfano di entrambi i genitori; si recò così ad Alba dove venne assunto come garzone da un calzolaio. Alla morte del suo padrone, avvenuta circa dieci anni dopo il suo arrivo, decise di recarsi in pellegrinaggio al santuario di Santiago di Compostela in Spagna, come era usanza a quei tempi.
Ritornato ad Alba scelse di fare l'uomo di fatica, in segno di mortificazione, credendo che questo fosse il lavoro più degradante e simile a quello delle bestie. Con gli scarsi proventi del suo lavoro aiutò i poveri, dormendo all'aperto sul sagrato della chiesa del paese. All'età di circa cinquant'anni morì di stenti e venne sepolto, come da suo desiderio, nelle vicinanze della chiesa che era stata la sua casa e nella quale aveva svolto le funzioni di sacrista nelle ore in cui era libero dal suo pesante lavoro.

## Culto
A Vicoforte fu costruita una chiesa (1797-1821) sulla piazza a lui dedicata e davanti alla sua abitazione natale (in via Galliano) dove il 1º giugno si commemora l'anniversario della sua santificazione avvenuta il 31 gennaio 1429. Le sue spoglie sono custodite nel duomo di Alba.